# 이태영 (방송인)
이태영 (1985년 9월 3일 ~ )은 대한민국 부산광역시에서 태어난 배우이자 모델이다. 가족으로는 배우 이태임 여동생이 있다.

## 학력
- 부산진여자고등학교
- 한양대학교 예술대학 연극영화과
- 한양대학교 대학원 연극영화학 석사

## 출현작

### 드라마
- 2003년 KBS2 드라마 적도의 남자 - 이희지 역
- 2005년 KBS2 드라마 일지매 - 페비공주 역
- 2009년 MBC 드라마 사랑해 - 오지은 역
- 2013년 SBS 드라마 두 여자의 방 진희은 역

### 영화
- 2000년 영화 찍히면 죽는다 - 오채은 역
- 2012년 영화 육혈포 강도단 - 은행직원 역
- 2011년 영화 특수본 - 김호정 역